# لطخة (طب)

بقعة ولطخة.

في الطب، اللطخة (بالإنجليزية: Patch)‏ هي بقعة قطرها أكبر من 5 أو 10 ملم، اعتمادا على تعريف البقعة. قد تحتوي اللطخات على تغير رقيق في سطحها، كأن يكون تقشر أو تجعد، لكن تماسك سطحها متغير أيضا. اللطخة لا يمكن تحسسها باللمس.